# Beagle 2
Beagle 2 là một tàu hạ cánh xuống sao Hỏa của Anh được nhiệm vụ Mars Express 2003 của Cơ quan Vũ trụ châu Âu vận chuyển. Đây là một sứ mệnh vũ trụ học nhằm tìm kiếm sự sống trong quá khứ trên bề mặt nông cạn của sao Hỏa.
Tàu hạ cánh này đã được triển khai thành công từ Mars Express vào ngày 19 tháng 12 năm 2003 và dự kiến hạ cánh trên bề mặt sao Hỏa vào ngày 25 tháng 12; tuy nhiên, không có tiếp xúc nào được nhận tại thời điểm dự kiến hạ cánh trên sao Hỏa. ESA tuyên bố nhiệm vụ bị mất vào tháng 2 năm 2004, sau nhiều lần cố gắng liên lạc với phi thuyền nhưng không có hồi âm.
Số phận của Beagle 2 vẫn là một bí ẩn cho đến tháng 1 năm 2015 khi nó được định vị nguyên vẹn trên bề mặt của sao Hỏa trong một loạt các hình ảnh từ máy quay HiRISE của Mars Reconnaissance Orbiter của NASA. Những hình ảnh cho thấy hai trong số bốn tấm pin mặt trời của tàu vũ trụ không triển khai được, ngăn không cho ăng-ten truyền thông của tàu vũ trụ hoạt động.
Beagle 2 được đặt tên theo HMS Beagle, con tàu được Charles Darwin sử dụng.

## Bối cảnh

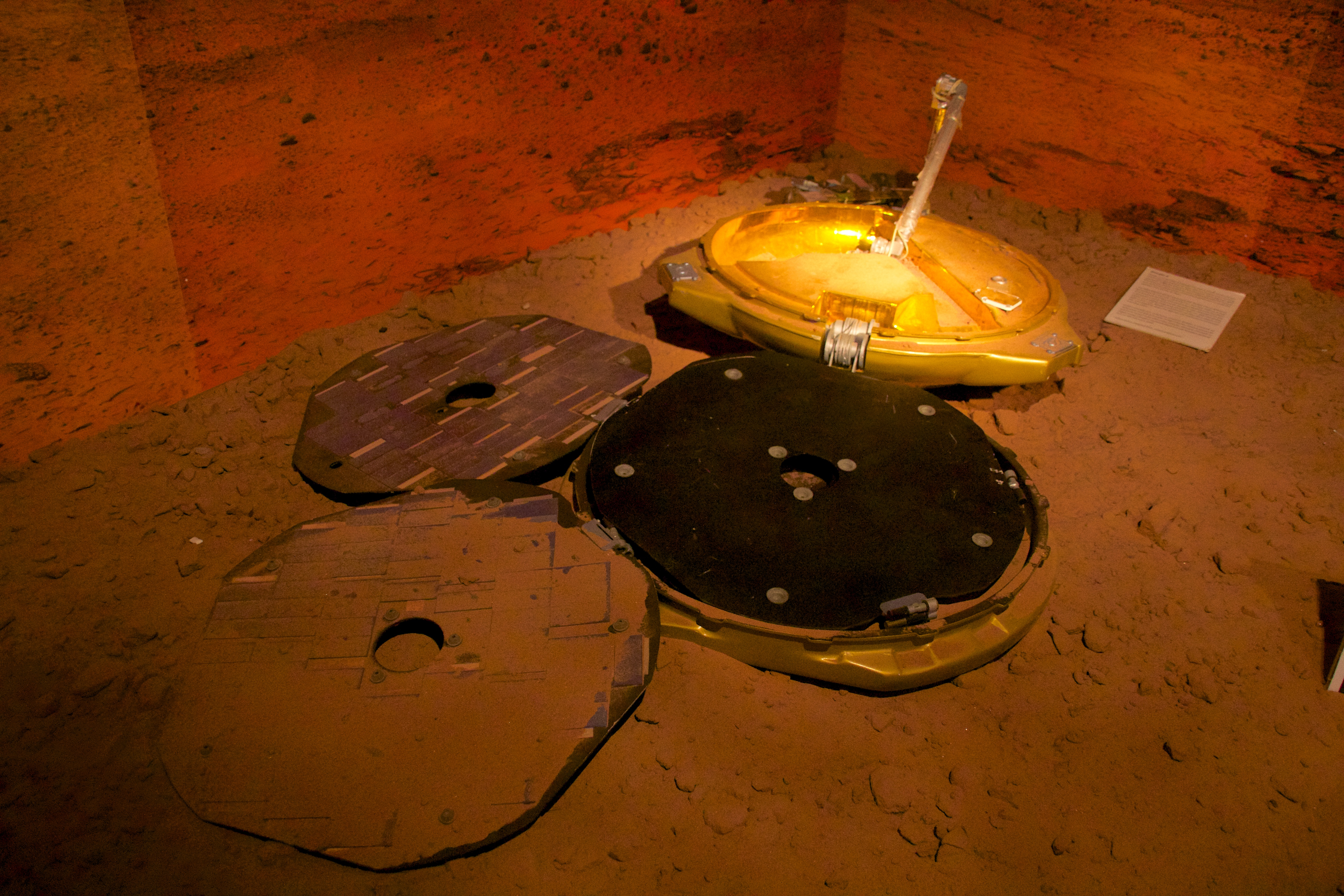
Bản mẫu Beagle 2 tại sân đỗ ở Wirral, Merseyside

Beagle 2 được hình thành bởi một nhóm các học giả người Anh do Giáo sư Colin Pillinger của Đại học Mở, phối hợp với Đại học Leicester, đứng đầu. Dự án được một số viện nghiên cứu và công ty của Vương quốc Anh thiết kế và phát triển. Mục đích của nó là tìm kiếm các dấu hiệu của sự sống trên sao Hỏa, quá khứ hoặc hiện tại, và tên của nó đã phản ánh mục tiêu này